# Liisa Oviir
Liisa Oviir, née le 1er mars 1977 à Tallinn, est une femme politique estonienne, membre du Parti social-démocrate.

## Biographie
Oviir étudie le droit à l'université de Tartu.
Liisa Oviir est ministre des Entreprises du gouvernement Rõivas II du 14 septembre 2015 au 23 novembre 2016.